# (20528) Kyleyawn
(20528) Kyleyawn (1999 RL50) – planetoida z pasa głównego asteroid okrążająca Słońce w ciągu 5,03 lat w średniej odległości 2,94 j.a. Odkryta 7 września 1999 roku.